# Nojevke
Nojevke (lat. Struthioniformes) ili kako ih još ponekad nazivaju ptice trkačice spadaju u red ptica koje ne lete. To su najveće ptice koje danas žive na zemlji. Iako imaju perje i zakržljale ostatke krila, ne mogu letjeti jer su vrlo teške a i nemaju dovoljno razvijenu prsnu, ili "letnu" muskulaturu.

## Općenito
U "ptice trkačice" se prije svega ubrajaju nojevke, teške i velike ptice. Jedino su ptice kiviji iz ove porodice nešto malo veće od pijetla. No, neki zoolozi u ovu grupu ubrajaju i tinamuovke kao skupinu loših letača, ili trkačica.
U ovu skupinu ubrajaju se sljedeće takse:
- u Africi noj, a na Madagaskaru je živjela slonovka koja je danas izumrla,
- u Australiji su to emu i kazuari,
- na Novom Zelandu su to kiviji i izumrli moa,
- u Južnoj Americi su to nandui i, ovisno o klasifikaciji, eventualno tinamuovke.

Opisthodactylus je izumrli prapovijesni rod ptica neletačica koji se ubraja u ovaj red.

## Obilježja
Ptice letačice imaju na stražnjim rubovima rebara kukaste nastavke koji pristaju na gornji rub sljedećeg rebra što bitno pridonosi čvrstoći njihovog prsnog koša. Ta je struktura rebara to razvijenija, što je ptica snažniji letač. Međutim, ta je osobina kod ptica trkačica zakržljala ili posve nestala. Zbog tog obilježja ih nazivaju Ratiti. To se izvodi iz lat. ratis, što znači splav, čun. Tinamuovke imaju tako oblikovana rebra.
I perje ove skupine ptica je nešto drugačije građe nego perje drugih ptica. Isperci prvog i drugog reda (vidi pero) kod njih nisu dovoljno međusobno povezani kukicama, pa je njihovo perje "rastresito", nije dovoljno čvrsto povezano pa je puno mekše i podatnije od drugog ptičjeg perja.
Ni jedna ptica iz ove skupine ne može letjeti. Nojevi i nandui još imaju krila koja igraju prije svega ritualnu ulogu, kod drugih su krila značajno smanjena, dok ih moe uopće nemaju. Dok ptice letačice ne smiju prijeći određenu veličinu jer se inače ne bi mogle izdići u zrak, nojevke nemaju takva ograničenja. Povećanje veličine povećava sigurnost pticama neletačicama od   grabežljivaca. Duže noge im daju veću brzinu, a dugačak vrat im omogućava da dosegnu hranu na stablima i visokom grmlju. Tijelo može prihvatiti veće količine hrane jer ne postoji potreba da radi letenja održava manju tjelesnu težinu. To znači, da probava može biti sporija, pa prema tome i efikasnija.

## Evolucija
Na mnoga pitanja u vezi s nojevkama još nema jedinstveno prohvaćenih odgovora. Tako se naročito raspravljalo da li su ove ptice zbog svoje nesposobnosti da lete naročito "primitivne". Njihov mali mozak se jedva razlikuje od onog u ptica letačica. I reducirani kostur krila slijedi istu shemu kao i onaj kod letačica. Međutim, nojevke u dugim kostima nemaju zračne vrećice koje su za letačite karakteristične. Danas mnogi stručnjaci smatraju, da ptice neletačice potječu od ptica koje su mogle letiti.
Prve nojevke su živjele još u paleocenu, to su bile Lithornithiformes, jedan red ptica koje su podsjećale na tinamuovke. Nandui su poznati od eocena, kazuari od oligocena, moe i tinamuovke od miocena a slonovke i kiviji od pleistocena.

## Sistematika
U nojevke spadaju sljedeće porodice:
- nojevi (Struthionidae)
- nandui (Rheidae)
- kazuari (Casuariidae)
- emui (Dromaiidae)
- kiviji (Apterygidae)
- moe† (Dinornithidae)
- slonovke† (Aepyornithidae)

Mjesto tinamuovki (Tinamidae) je nejasno. Klasični pristup utvrđivanja srodnosti ovih ptica je polazio od pretpostavke, da geografski susjedne takse moraju biti i međusobno srodne; jedino su iz grupe izostavljanje tinamuovke jer je građa njihovih rebara u klasičnoj sistematici bila previše važna da bi ih se sistematiziralo u nojevke, pa su bili sistematizirani:
```
-+-- Tinamidae (tinamuovke)
 `-- Struthioniformes (nojevke)
      |--+-- Rheidae (nandui)
      |  `--+-- Struthionidae (nojevi)
      |     `-- Aepyornithidae (slonovke)
      `--+--+-- Casuariidae (kazuari)
         |  `-- Dromaiidae (emui)
         `--+-- Apterygidae (kivii)
            `-- Dinornithidae (moe)
```

Ovo grupiranje se danas preispituje. Nojevke su vrlo stara grupa, koja se možda već podijelila u vrijeme dok su južni kontinenti bili kao gondvana međusobno povezani. Tada geografska blizina danas ne bi uopće morala značiti i blisku srodnost. Pored toga, pokušalo se u sistem uključiti i tinamuovke. One, kao i nandui nastanjuju Južnu Ameriku, a imaju i neke osobitosti perja zajedničke. To bi značilo, da su možda blisko srodni, a da se sličnost nojeva i nandua razvila kao rezultat konvergentne evolucije.
U međuvremenu postoje mnogobrojne međusobno suprotstavljene sistematike ptica trkačica, u kojima se porodice uvijek na drugi način grupiraju. Sljedeći kladogram predstavlja, primjerice, pogled Haddratha i Bakera: 
```
-+-- tinamuovke
 `--+-- moe
    `--+-- nandui
       `--+-- nojevi
          `--+-- kivii
             `--+-- kazuari
                `-- emui
```

## Ostali projekti
|  | Wikivrste imaju podatke o taksonu Nojevke |